# Kiss the Radio
Kiss the Radio是KBS Cool FM播出的熱門廣播節目，每天 22:00 至 00:00 KST 播出。

## 電台DJ

### 固定DJ
- Danny Ahn（g.o.d）（2004年4月26日─2006年8月20日）
- 利特、銀赫（Super Junior）（別稱"Sukira"、2006年8月21日─2011年12月4日）
- 晟敏、厲旭（Super Junior）（2011年12月5日─2013年4月7日）
- 厲旭（Super Junior）（2013年4月8日─2016年4月24日）
- 利特（Super Junior）（2016年4月25日─2016年10月16日）
- 李洪基（FT Island）（別稱"Hongkira"、2016年10月17日─2018年5月13日）
- 郭真言（2018年5月14日─2018年12月16日）
- Park Won（朝鲜语：박원）（2018年12月17日─2020年11月1日）
- Young K（DAY6）（別稱"Dekira"、2020年11月23日─2021年10月10日）
- 李旼赫（BTOB）（別稱"Bikira"、2021年11月1日─2023年6月4日）
- Young K（DAY6）（別稱"Dekira"、2023年6月19日─2024年6月30日）
- I.M（MONSTA X）（別稱"Monkira"、2024年7月1日─現今）

### 特別DJ
- Eric Nam、Nucksal（2020年11月2日─2020年11月22日）
- 旻浩、昇玟（Stray Kids）（2021年10月11日─2021年10月15日）
- 秀彬（TOMORROW X TOGETHER）（2021年10月29日）
- 珍雲（2AM）（2023年6月5日─2023年6月11日）

## 獲獎
| 年份 | 頒獎典禮    | 獎項     | 得獎者    | 結果 |
| ---- | ----------- | -------- | --------- | ---- |
| 2004 | KBS演藝大獎 | 電台DJ獎 | Danny Ahn | 獲獎 |
| 2015 | KBS演藝大獎 | 電台DJ獎 | 厲旭      | 獲獎 |
| 2022 | KBS演藝大獎 | 年度DJ獎 | 李旼赫    | 獲獎 |
| 2023 | KBS演藝大獎 | 年度DJ獎 | Young K   | 獲獎 |